# Ralf Hartmann

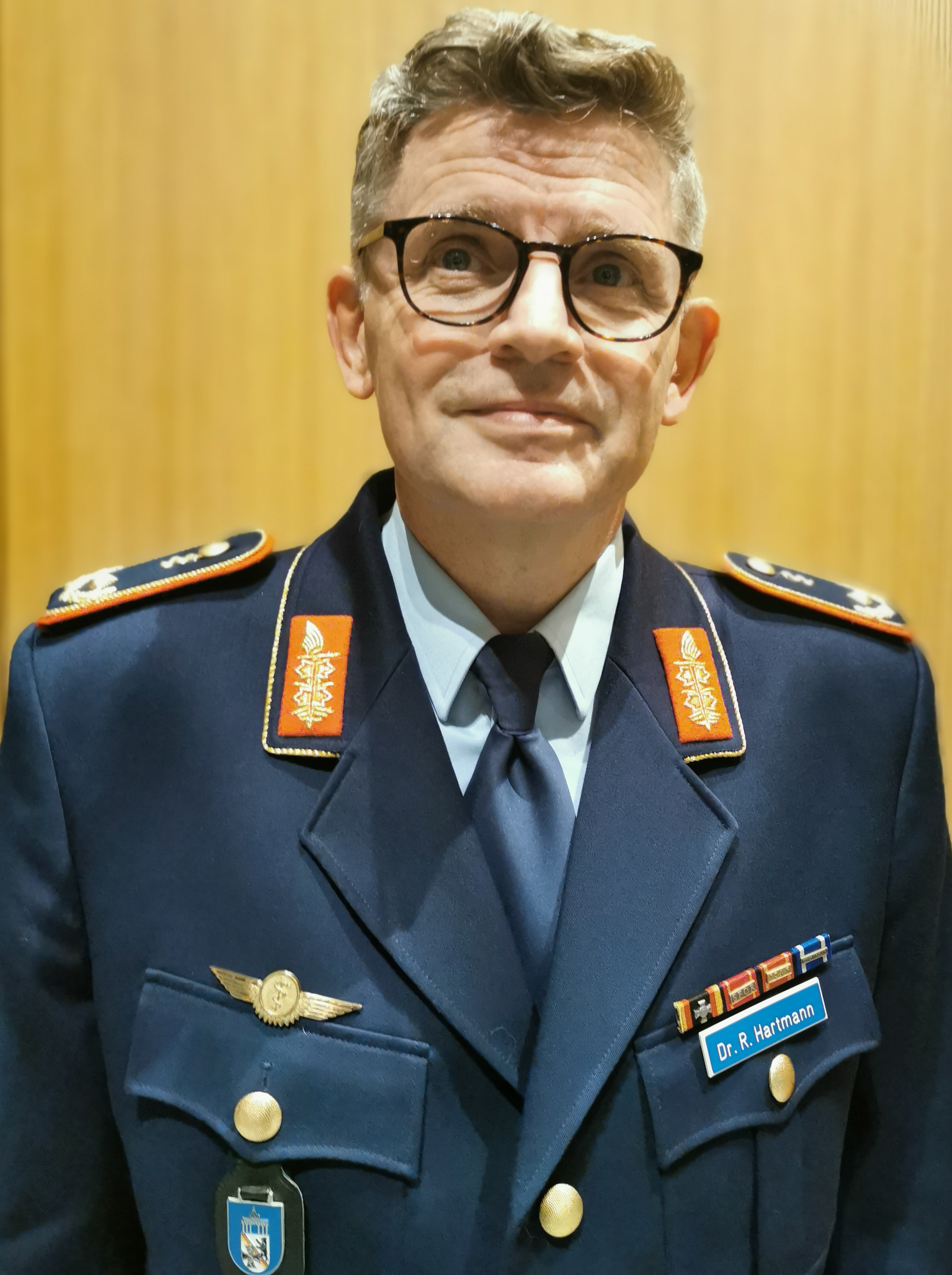
Ralf Hartmann (2023)

Ralf Hartmann (* 27. Juli 1962) ist ein Generalarzt (Luftwaffe) der Bundeswehr sowie Kommandeur und Ärztlicher Direktor des Bundeswehrkrankenhauses Berlin.

## Militärischer Werdegang
Beförderungen
- 1987 Leutnant SanOA
- 1993 Stabsarzt
- 1995 Oberstabsarzt
- 2000 Oberfeldarzt
- 2009 Oberstarzt
- 2022 Generalarzt

Ralf Hartmann trat 1982 als Grundwehrdienstleistender in die Bundeswehr ein. 1984 wurde er als Sanitätsoffizieranwärter (SanOA) an der Sanitätsakademie der Bundeswehr in München übernommen. Von 1985 bis 1991 studierte er Humanmedizin an der Westfälischen Wilhelms-Universität Münster, wofür er, wie in der Ausbildung der Sanitätsoffizier üblich, vom militärischen Dienst beurlaubt wurde. Von 1991 bis 1993 erfolgte eine Weiterbildung in Dermatologie am Bundeswehrkrankenhaus Hamburg. Danach folgte ein Verwendung als Truppenarzt bei den Luftwaffen-Sanitätsstaffeln in Strausberg und Berlin-Gatow. von 1995 bis 1998 war Hartmann als Fliegerarzt bei der Flugbereitschaft des Bundesministeriums der Verteidigung in Berlin tätig. Anschließend erfolgte 1998 und 1999 die Fortbildung zum Facharzt für Dermatologie und Venerologie in den Bundeswehrkrankenhäusern Hamburg und Berlin. Von 2000 bis 2005 war er als Facharzt für Dermatologie, Venerologie und Allergologie Leiter der Spezialdiagnostik und Leiter der Fachuntersuchungsstelle Dermatologie im Bundeswehrkrankenhaus Berlin. Von 2005 bis 2009 leitete er die Abteilung Dermatologie im Bundeswehrkrankenhaus Hamburg. von 2009 bis 2019 war er Klinischer Direktor der Klinik III für Dermatologie und Venerologie im Bundeswehrkrankenhaus Berlin. In dieser Zeit absolvierte er nebenberuflich von 2016 bis 2018 ein Studium Gesundheitsökonomie und Krankenmanagement mit Abschluss als Master of Business Administration an der Hochschule Neubrandenburg.
Ab Oktober 2019 war Hartmann stellvertretender Kommandeur des Bundeswehrkrankenhauses Ulm, stellvertretender Ärztlicher Direktor und Leiter des klinischen Prozess-, Leistungs- und Ressourcenmanagements.
Anfang April 2022 übernahm Hartmann im Dienstgrad Oberstarzt die Führung des Bundeswehrkrankenhauses Berlin. Sein Vorgänger war Generalarzt Horst-Peter Becker, der in den Ruhestand versetzt wurde. Später wurde Hartmann zum Generalarzt ernannt.

### Auslandseinsätze
- SFOR: 2002
- ISAF: 2003, 2008, 2009, 2014

## Privates
Hartmann ist verheiratet und hat ein Kind.

## Auszeichnungen
- Ehrenkreuz der Bundeswehr in Silber (2002)
- Einsatzmedaille der Bundeswehr (SFOR / 2002)
- NATO-Medaille (KFOR / 2002)
- Einsatzmedaille der Bundeswehr (ISAF / 2003)
- NATO-Medaille (ISAF / 2003)